# Acoma incognita
Acoma incognita is een keversoort uit de familie Pleocomidae. De wetenschappelijke naam van de soort is voor het eerst geldig gepubliceerd in 1958 door Howden.